# Malcolm Lowry
Clarence Malcolm Lowry (New Brighton, 28 de Julho de 1909 – Ripe, 27 de Junho de 1957) foi um escritor e poeta inglês, cuja obra prima é o romance Debaixo do Vulcão (1947).

## Biografia

### Primeiros anos (1909-1936)
Malcolm nasceu no resort de New Brighton, na cidade de Wirral, em Merseyside, em 1909. Era o quarto filho de Evelyn Boden e Arthur Lowry, corretor de algodão cuja família era de Cumberland. Malcolm estudou na The Leys School de Cambridge, que se tornou famosa em seu romance Adeus, Mr. Chips, e no St Catharine's College, também em Cambridge.
Em 1912, sua família se mudou para Caldy, ainda na região de Wirral. A família morava em uma casa estilo Tudor, com quadra de tênis, um pequeno campo de golfe, uma empregada, uma cozinheira e uma babá. Malcolm dizia que se sentia negligenciado por sua mãe e era mais próximo de seu irmão mais velho. Aos 14 anos, Malcolm começou a beber.
Aos 15 anos, Malcolm ganhou o campeonato juvenil de golfe do Clube de Golfe de Liverpool. Seu pai queria que ele estudasse em Cambridge e desse continuidade aos negócios da família, mas Malcolm queria conhecer o mundo e convenceu o pai a deixá-lo trabalhar como marinheiro em um navio a vapor para o Extremo Oriente. Em maio de 1827, seus pais o levaram ao porto de Liverpool e deu adeus a eles enquanto embarcava no S.S. Pyrrhus. Os cinco meses que passou no mar lhe deram histórias suficientes para compor seu primeiro livro, Ultramarine.
No outono de 1929, ele se matriculou em Cambridge para aplacar a ira dos pais, mas Malcolm ficava pouco tempo na universidade. Ele conseguiu boas notas em redação e conseguiu uma formação mínima em inglês, em 1931. Em seu primeiro semestre, seu colega de quarto, Paul Fitte, cometeu suicídio. Paul era gay e teria declarado seus sentimentos a Malcolm, que o renegou. Malcolm se sentiria responsável pela morte do colega e isso o perseguiria para sempre.
Por volta dessa época, as duas obsessões na vida de Malcolm, o álcool e a literatura, já estavam bem estabelecidos. Já tinha viajado o mundo e visitado os Estados Unidos, onde se tornaria amigo de seu ídolo literário, Conrad Aiken. Assim que terminou Cambridge, ele viveu por um breve período em Londres, desfrutando do cenário literário da cidade, tendo conhecido Dylan Thomas. Na Espanha, ele conheceu sua primeira esposa, Jan Gabrial, atriz e romancista norte-americana pouco conhecida, com quem se casou na França, em 6 de janeiro de 1934 e que se tornaria a inspiração para a heroína Yvonne em Debaixo do Vulcão. A união era turbulenta, especialmente por seu abuso com a bebida e porque Jan se ressentia de ver gays se interessarem por seu marido.

### EUA, México e Canadá
Após um afastamento, Marlcolm seguiu Jan para a cidade de Nova York, onde, quase incoerente após um colapso causado pelo álcool, ele se internou no ala psiquiátrica do Hospital Bellevue, em 1936. As experiências vividas nessa internação se tornariam uma novela chamada Lunar Caustic. Quando as autoridades começaram a reparar que ele estava há muito tempo no país, Malcolm fugiu do hospital para evitar deportação e foi para Hollywood, onde tentou ser roteirista. Por volta dessa época, ele começara a escrever Debaixo do Vulcão.
O casal então se mudou para o México, chegando à cidade de Cuernavaca em 2 de novembro de 1936, no Dia de los Muertos, em uma última tentativa de salvar o casamento. Malcolm continuou bebendo em demasia e se dedicando incansavelmente à escrita. Mas os esforços para salvar a relação falharam. Jan percebeu que ele queria uma figura materna, ao invés de uma esposa e ela acabou deixando-o, fugindo com um outro homem, em 1937. Sozinho em Oaxaca, Malcolm entrou em outro período de abusos de álcool, enquanto continuava trabalhando em seu livro.
Ele então conheceu sua futura segunda esposa, a atriz e escritora Margerie Bonner. Sem emprego e sem ter como se manter, Malcolm recebia cheques de seu pai, enviado diretamente ao Hotel Normandie, para que ele pudesse pagar pela hospedagem.
Em agosto, ele se mudou para Vancouver, na Colúmbia Britânica, deixando o manuscrito para trás. Depois, Margerie o seguiria, levando o manuscrito, casando-se no ano seguinte. Em um primeiro momento eles moraram em um apartamento na cidade, mas quando a Segunda Guerra Mundial eclodiu, ele tentou se alistar, sendo rejeitado.
Sua intensa correspondência com o governador-geral do Canadá, John Norman Stuart Buchan, 2º Barão de Tweedsmuir, o levou a escrever vários artigos para o jornal da província. Malcolm e a esposa viviam em uma cabana de um posseiro na praia perto da comunidade de Maplewood, na Colúmbia Britânica, ao norte de Vancouver. Em 1944, a cabana foi destruída após um incêndio e Malcolm se feriu na tentativa de salvar seu livro. Margerie era uma influência positiva em sua vida, editando o trabalho de Malcolm, e garantindo que ele se alimentasse, bem como bebesse.
O casal viajou pela Europa, pelas Américas e pelo Caribe. Malcolm continuava bebendo em demasia, porém este parece ter sido um período pacífico em sua vida. Em 1954, o casal novamente partiu em viagem pela Europa, onde Malcolm tentou estrangular Margerie pelo menos duas vezes.
Malcolm viveu no Canadá por boa parte de sua carreira de escritor e logo foi considerado uma figura proeminente no cenário literário do país. Ele ganhou o Governor General's Award for English-language fiction, em 1961, por sua coletânea póstuma Hear Us O Lord from Heaven Thy Dwelling Place.

## Morte

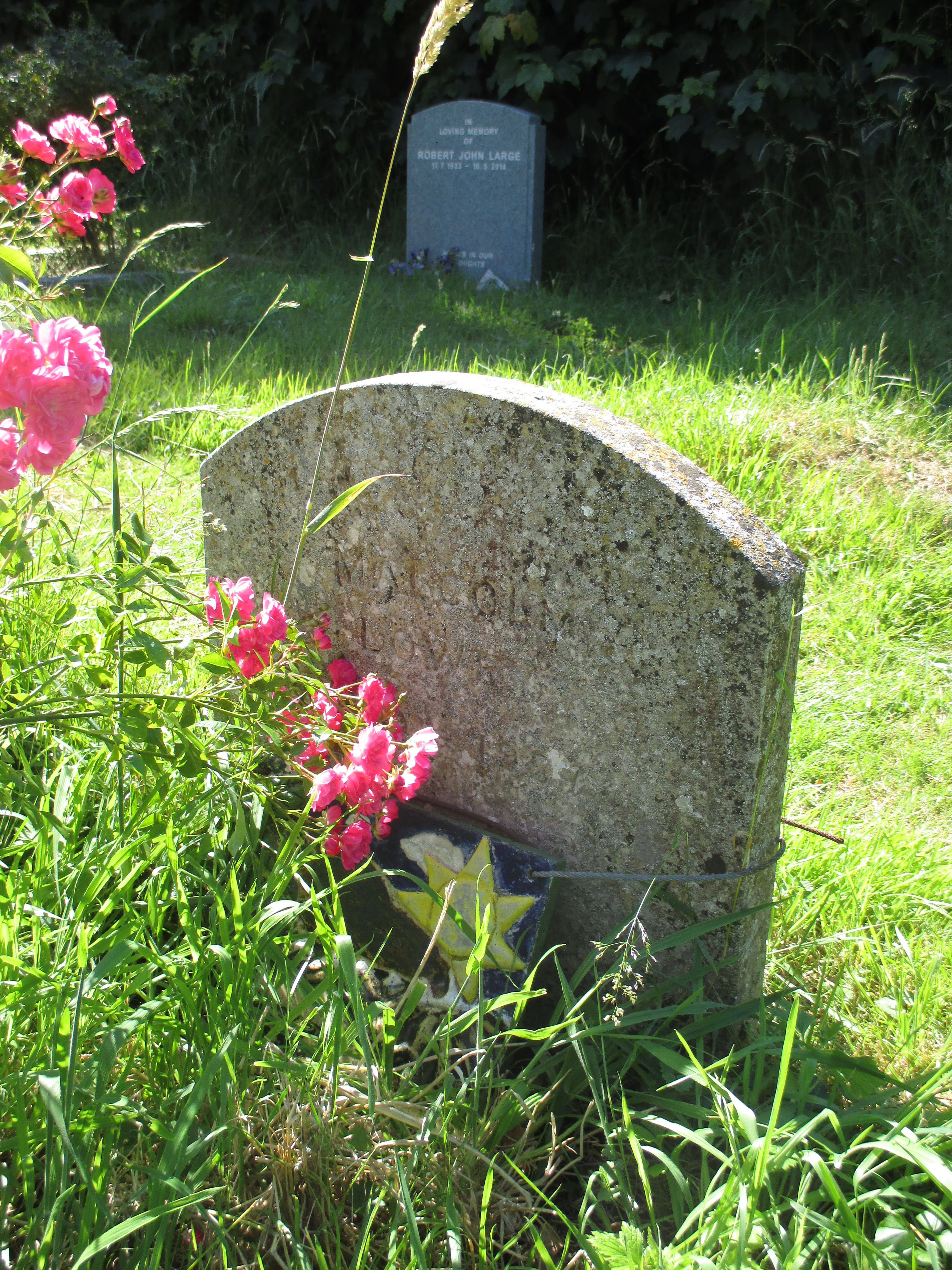
Lápide de Malcolm Lowry no cemitério da Igreja de St. John the Baptist em Ripe, East Sussex

Malcolm morreu em 27 de Junho de 1957, aos 47 anos, em uma casa alugada na vila de Ripe, em East Sussex, onde morava com a esposa logo após seu retorno à Inglaterra, em 1955, doente e sem dinheiro.
O relatório do legista apontava para "morte por infortúnio", e as causas da morte dadas foram inalação de conteúdo estomacal, envenenamento por barbitúricos e consumo excessivo de álcool. Já foi sugerido que sua morte pode ter sido suicídio. As inconsistências nos relatos de sua esposa em vários momentos sobre o que aconteceu na noite de sua morte também deram origem a suspeitas de assassinato.
Malcolm foi sepultado no cemitério da Igreja de St John the Baptist, em Ripe.

### Publicada em vida
- Ultramarina (Ultramarine, 1933)
- Debaixo do Vulcão (Under the Volcano, 1947)

### Póstuma
- Hear Us O Lord from Heaven Thy Dwelling Place (1961)
- Selected Poems of Malcolm Lowry (1962)
- Lunar Caustic (1968)
- Dark as the Grave wherein my Friend is Laid (1968)
- October Ferry to Gabriola (1970)
- The Collected Poetry of Malcolm Lowry (1992) editado por Kathleen Scherf
- The Voyage That Never Ends (2007), selecção de histórias, poemas e cartas; editado por Michael Hofmann
- Rumo ao Mar Branco - no original In Ballast to the White Sea (2014)